# 中国サッカー協会会員協会チャンピオンズリーグ
中国サッカー協会会員協会チャンピオンズリーグ（中: 中国足球协会会员协会冠军联赛、The Chinese Football Association Member Association Champions League），略称中冠リーグ（チャンピオンズリーグ、中冠联赛）は、中華人民共和国サッカー協会4部、アマチュアリーグとなる。
プロリーグの中国サッカー3部（中乙）の下に位置し、旧名は「全国足球业余（丙级）队联赛」で「中丙」や丙級リーグ（丙级联赛）と呼ばれていた。中国の全国サッカーリーグの一番下にあるリーグである。